# سرمج رباعي الورق
سَرمج رباعي الأوراق هي نوع من النباتات العشبية في الفصيلة الربيعية. مهدها شرق الولايات المتحدة وكندا.